# Acianthera fockei
Acianthera fockei é  uma pequena espécie de orquídea (Orchidaceae) originária de Roraima, Pará, Amazonas e Mato Grosso, no Brasil, também na Guiana, Suriname e Venezuela, antigamente subordinada ao gênero Pleurothallis. É planta de tamanho médio, com caules aproximadamente do mesmo tamanho das folhas, estas lanceoladas e, se em locais claros, de cor púrpura. Inflorescência curta com cerca de três flores multicoloridas, de cores variáveis, onde predominam o verde, alaranjado e ocre. Trata-se de planta facilmente identificável pelas flores de sépalas muito mais compridas que os outros segmentos, espessas, largas e planas na extremidade, conferindo às flores a aparência de moscas pousadas sobre a folha. A porção final do labelo é larga e plana.

## Publicação e sinônimos
- Acianthera fockei (Lindl.) Pridgeon & M.W.Chase, Lindleyana 16: 243 (2001).

Sinônimos homotípicos:
- Pleurothallis fockei Lindl., Fol. Orchid. 9: 23 (1859).
- Humboltia fockei (Lindl.) Kuntze, Revis. Gen. Pl. 2: 667 (1891).

Sinônimos heterotípicos:
- Pleurothallis myrmecophila Hoehne, Relat. Commiss. Linhas Telegr. Estratég. Matto Grosso Amazonas 5: 47 (1915).